# Zabiják a bodyguard
Zabiják a bodyguard (v anglickém originále The Hitman's Bodyguard) je americký akční komediální film z roku 2017. Režie se ujal Patrick Hughes a scénáře Tom O'Connor. Ve snímku hrají hlavní role Ryan Reynolds, Samuel L. Jackson, Gary Oldman a Salma Hayek.
Do kin byl snímek oficiálně uveden 18. srpna 2017. V České republice měl premiéru o den dříve, tedy 17. srpna 2017 . Film získal jak pozitivní recenze tak negativní. Kritikové chválili chemii mezi Reynoldsem a Jacksonsem, ale kritizovali děj snímku.

## Obsazení
- Ryan Reynolds jako Michael Bryce, bývalý policista CIA
- Samuel L. Jackson jako Darius Kincaid/Evans, zabiják
- Gary Oldman jako Vladislav Dukhovich, prezident Běloruska
- Salma Hayek jako Sonia Kincaid
- Yuri Kolokolnikov jako Ivan, vedoucí běloruské organizace
- Élodie Yung jako Amelia Roussel, agentka interpolu, bývalá přítelkyně Michaela
- Tine Joustra jako Renata Casoria, vedoucí interpolu
- Joaquim de Almeida jako Jean Foucher
- Kirsty Mitchell jako Rebecca Harr, Kyncaidova právnička
- Richard E. Grant jako pan Seifert, klient Bryce
- Sam Hazeldine jako Garrett, policista
- Mikhail Gorevoy jako Litvin, právník
- Barry Atsma jako Moreno, právník
- Georgie Glen jako ICC hlavní soudce
- Rob Hallett jako profesor Petr Asimov, kritik a oběť Dukhoviche

## Produkce
V květnu roku 2011 získal David Ellison ze Sky Media scénář k akčnímu filmu The Hitman's Bodyguard od Toma O'Connora. Původní scénář byl plánován jako drama, během dvou týdnů se však přepsal do komedie.
Dne 4. listopadu 2015 bylo oznámeno, že si ve snímku zahrají Ryan Reynolds, Samuel L. Jackson a Gary Oldman. Zatímco Jeff Waldow bude snímek režírovat pro studio Millennium Films. Dne 23. února 2016 byly obsazené Élodie Yung a Salma Hayek. Dne 9. května 2016 bylo oznámeno, že snímek nebude režírovat Waldow, ale Patrick Hughes.
Natáčení začalo 2. dubna 2016 v Londýně, Amsterdamu a Sofii.

## Přijetí

### Tržby
Film vydělal 74,9 milionů dolarů v Severní Americe a 101,1 milionů dolarů v ostatních oblastech, celkově tak vydělal 175,9 milionů dolarů po celém světě. Rozpočet filmu činil 30 milionů dolarů. V Severní Americe byl oficiálně uveden 18. srpna 2017, společně s filmem Loganovi parťáci . Za první víkend docílil nejvyšší návštěvnosti, kdy vydělal 21,6 milionů dolarů. Za druhý víkend docílil opět nejvyšší návštěvnosti, kdy vydělal 10,2 milionů dolarů. Následující víkend získal dalších 10,2 milionů dolarů a stal se tak třetím filmem, který tři týdny vydržel na prvním místě v žebříčku nejvyšší návštěvnosti.

### Recenze
Film získal pozitivní recenze od kritiků. Na recenzní stránce Rotten Tomatoes získal z 163 započtených recenzí 38 procent s průměrným ratingem 5,1 bodů z deseti. Na serveru Metacritic snímek získal z 42 recenzí 47 bodů ze sta. Na Česko-Slovenské filmové databázi snímek získal 77%. Na stránce CinemaScore získal známku za 2+, na škále 1+ až 5.